# BMW N55

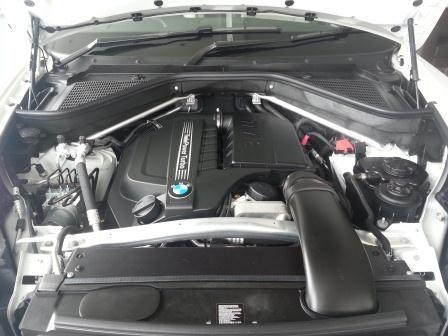
Silnik BMW N55

BMW N55 – 6-cylindrowy silnik benzynowy produkowany przez BMW, w którym po raz pierwszy połączono system Valvetronic z układem TwinPower Turbo oraz bezpośrednim wtryskiem paliwa (High Precision Injection) o ciśnieniu 200 bar.
| Liczba cylindrów           | 6                                  |
| Średnica cylindrów         | 84 mm                              |
| Skok tłoka                 | 89,6 mm                            |
| Pojemność                  | 2979 cm³                           |
| Stopień sprężania          | 10.2:1                             |
| Moc maksymalna             | 225 kW (306 KM) przy 5800 obr./min |
| Obroty maksymalne          | 7000 obr./min                      |
| Maksymalny moment obrotowy | 400 Nm przy 1200-5000 obr./min     |